# 10365 Kurokawa
10365 Kurokawa (1994 WL1) là một tiểu hành tinh vành đai chính được phát hiện ngày 27 tháng 11 năm 1994 bởi T. Kobayashi ở Oizumi.